# ブラボー!オーケストラ
『ブラボー!オーケストラ』は、NHK-FM放送で、2012年4月8日から放送されているオーケストラ演奏会の録音の模様を取り上げるラジオ番組である。

## 概要
1985年から中断期を挟みながら四半世紀にわたり放送された『FMシンフォニー・コンサート』のスタイルを踏襲し、毎週日曜19:20 - 20:20の1時間にわたって放送する。これに伴い、テーマ曲も変更された。
『FMシンフォニー・コンサート』と同様に、東京フィルハーモニー交響楽団の演奏を中心に、不定期で大阪フィルハーモニー交響楽団、名古屋フィルハーモニー交響楽団の演奏会、および番組公開録音による演奏会の模様を紹介する。
2024年4月7日から、放送時間が日曜19:25 - 20:25に変更された。

## パーソナリティ
『FMシンフォニー・コンサート』末期のメンバーをそのまま引き継ぐ。（3人とも、2021年3月まで）
- 吉松隆（作曲家） - 東京発
- 伊東信宏（音楽評論家） - 大阪発
- 外山雄三（指揮者） - 名古屋発

2021年4月からは以下のメンバーとなった。
- 柴辻純子（音楽評論家）-東京発
- 小石かつら（音楽学者）-大阪発
- 井上さつき（音楽学者）-名古屋発